# Coptocephala arcasi
Coptocephala arcasi là một loài bọ cánh cứng trong họ Chrysomelidae. Loài này được Báguena miêu tả khoa học năm 1960.